# Керч-Єнікальське градоначальництво
Керч-Єніка́льске градоначальництво — адміністративно-територіальна одиниця, на території Криму, що існувала у 1821—1917 роках. Градоначальництво мало свій герб і підпорядковувалося безпосередньо Міністерству внутрішніх справ. Офіційна газета — «Поліцейський листок».
Займало територію по берегах Чорного і Азовського морів від мису Єлкен-кале до Обыточной коси включно. Займало площу 143,9 кв. верст (163,77 кв. км.); населення становило 35845 жителів (включно з містом Керч). Селища Керч-Єнікальського градоначальства за земсько-господарськими справами входили до складу Феодосійського повіту Таврійської губернії.

## Історія
У 1771 році, під час першої російсько-турецької війни, імперські війська під командою князя Долгорукого зайняли Крим. Фортеці Єні-Кале та Керч після капітуляції турецького гарнізону були зайняті загоном генерала Борзова і адмірала А. Н. Сенявіна.
1774 року за Кучук-Кайнарджійським мирним договором ці фортеці, разом з прилеглою до них територією, були формально закріплені за Російською імперією. Так утворилася особлива адміністративно-територіальна одиниця, пізніше (з 1821 року) конституйована як Керч-Єнікальське градоначальництво, яка управлялася особою з правами губернатора. Межа цієї території проходила від мису Тархан (Єлкен-кале) через селище Булганак, Катерлес, крайній західний курган Мітридатської гряди, другий Зміїний курган на гряді Юз-Оба і виходила на берег Керченської протоки у Старокарантинної бухти.
Проіснувало до 1917 року.

## Населення
По перепису 1897 року населення градоначальництва становило 43'698 осіб, у тому числі в місті Керч — 33'347 мешк., у місті Єні-Кале — 1438 мешк. 
У передмісті Глинище мешкало 4375 осіб, у передмісті Російсько-Татарське - 3926 осіб, у слободі Новий Карантин - 491 особа, у Корецькому хуторі 407 осіб, Карантинному шосе 367 осіб, Керченському порту 228 осіб. У селищі Опасне, належному до міста Єні-Кале, мешкало 639 осіб.

### Національний склад
Національний склад за переписом 1897 року: 
- росіяни — 24 370 осіб (55,8 %),
- українці (малороси) — 7037 осіб (16,1 %),
- євреї — 4429 осіб (10,1 %),
- кримські татари — 2563 осіб. (5,9 %),
- греки — 2015 осіб (4,6 %),
- поляки — 877 осіб (2,0 %),
- італійці — 816 осіб (1,9 %),
- вірмени — 709 осіб (1,6 %)